# Giuseppe Ottaviani
Giuseppe Ottaviani (Viterbo, 12 de novembro de 1978) é um DJ e produtor italiano de trance. Em 1999,  em parceria com Andrea Ribeca, formou o NU NRG, seu primeiro projeto de música eletrônica. Este foi o ponto de partida para uma carreira de sucesso, posteriormente Ottaviani venceu numerosos prêmios na cena trance, como o Trance Award em 2004, 2006 e 2007 na categoria de melhor Live Act. Desde 2005 segue em carreira solo.

## Discografia

### Produções musicais
- 2008 FAR AWAY with Paul van Dyk – VANDIT digital
- 2008 NO MORE ALONE – VANDIT Rec.
- 2007 LA DOLCE VITA with Paul van Dyk – VANDIT Rec.
- 2007 FAR AWAY with Paul van Dyk – VANDIT Rec.
- 2007 BEYOND YOUR THOUGHTS with Santiago Nino – Dub Tech Rec.
- 2006 THROUGH YOUR EYES - VANDIT Rec.
- 2006 UNTIL MONDAY with Marc van Linden - VANDIT Rec.
- 2005 LINKING PEOPLE - VANDIT Rec.

### Remixes
- 2013 I Don't Deserve You - Paul van Dyk ft. Plumb
- 2011 Sanctuary - Gareth Emery ft. Lucy Saunders
- 2009 The New World – Markus Schulz on Armada Rec. (coming soon)
- 2009 Rise Above – Activa on VANDIT Rec. (coming soon)
- 2008 Light to Lies – Alex Bartlett & Andrea Mazza
- 2008 Mercury Retrograde – Tom Colontonio
- 2008 Get back – Paul van Dyk on VANDIT Rec.
- 2008 Neo Love – Marc Marberg with Kyau & Albert on Euphonic
- 2008 Follow Me – José Amnesia on Amnesia Sound
- 2008 Stars – Andy Hunter on Nettwerk
- 2007 Shadowrider – Blue Horizon on Senital Rec.
- 2007 Andre Visor & Kay Stone – SFYM on Breathemusic
- 2007 Yoav – Beautiful Lie on Universal/Island Rec.
- 2007 Stoneface and Terminal - Super Nature
- 2007 Thomas Bronzwaer - Close Horizon
- 2006 Greg Downey - Vivid Intent (GO and MvL remix) on Discover Rec.
- 2006 Lawrence Palmer - Stream Live on Sirup Rec.
- 2006 John O'Callaghan and Kearney - Exactly on Discover Rec.
- 2006 Alex Morph and Woody van Eyden feat. Jimmy H. - Y 68 on Fenology Rec.
- 2006 Mr. Groove and Vergas - Just the way i like it on Yoshitoshi Rec